# سام هوكيفر

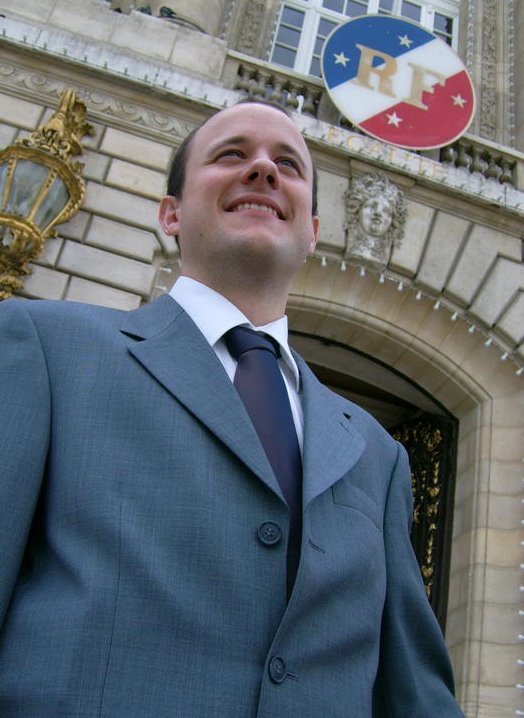
سام هوكيفر

صموئيل «سام» هوكيفر (بالإنجليزية: Samuel “Sam” Hocevar) هو عالم حاسوب فرنسي، مبرمج، خبير معالجة صور وهندسة عكسية. ولد بتاريخ 5 أغسطس 1978 في فورباش، موزيل، فرنسا. كان هوكيفر قائد لمشروع دبيان في الفترة من 17 أبريل 2007 إلى 16 أبريل 2008.